# Памятник жертвам политических репрессий (Уфа)
Памятник жертвам политических репрессий — монумент в Уфе, установленный в сквере 50-летия Победы за Дворцом Молодёжи (бывший ДК Юбилейный) в Советском районе города.

## История
Решение о создании памятника было принято в соответствии с Постановлением Президиума Верховного Совета Республики Башкортостан «О СООРУЖЕНИИ В ГОРОДЕ УФЕ ПАМЯТНИКА ЖЕРТВАМ ПОЛИТИЧЕСКИХ РЕПРЕССИЙ» от 2 сентября 1993 года, подписанным Председателем Верховного Совета Республики Башкортостан М. Рахимовым по инициативе почётного председателя Ассоциации жертв политических репрессий в Башкортостане С. Х. Тупеева
Правительством Башкортостана был объявлен конкурс на лучшее архитектурно-художественное решение памятника.
Памятник был создан Ю. Солдатовым (автор проекта, скульптор) и Л. Дубинским (архитектор). Работы финансировало Правительство Республики Башкортостан. Помощь оказана представителями ООО «Уральские камни» (нашли мраморную глыбу в Карелии), АО «УМПО» (литьё из бронзы).
23 декабря 2000 г. памятник, представляющий собой стелу высотой 6 м из карельского камня и скульптурная композиция из бронзы (мать, держащая дитя) был открыт. На камне нанесены надписи: «Памяти жертв политических репрессий», «Только созидающий ум сохранит жизнь…» (на башкирском и русском языках).
Памятник жертвам политических репрессий — историко-культурная достопримечательность Уфы, дань уважения и скорби всем погибшим от политических репрессий. В Дни памяти жертв политических репрессий к памятнику возлагают цветы.